# جائزة تيجري خوان
جائــزة تيجري خوان (بالإسبانية: Premio Tigre Juan)‏ هي جائزة أدبية أسبانية أُنشِأَت عام 1977 تكريما لرواية تيجري خوان للكاتب رامون بيريث دى أيالا (بالإسبانية: Ramón Pérez de Ayala)‏. مُنِحَتْ هذه الجائزة لأول مرة لأفضل عمل روائي نُشِرَ بالقشتالية خلال الفترة التي سبقت المسابقة التي يتم فيها اختيار أفضل عمل أدبي روائي. وقد قامت عدة مؤسسات برعاية هذه الجائزة من مثل :- مؤسسي الجائزة، معهد مكتبة ثربانتس، المركز النمساوي، مـجلس مدينة أوفييدو (1986-2009) وأخيراً مواطنون من تريبونا.

## الفائزين بجائزة تيجري خوان

### 1978-2000
- 1978 خوسية لويس ميـديـابـيــيا لكتابته خوناس.
- 1979 لويس مارانيون لكتابته العيون في الليل.
- 1980 إجناثيو بييدو لكتابته حديقة أوراتيس.
- 1981 كارمن جوميث أوخيا لكتابتها فابيـا ونسـاء أُخرَيات،(د أرجوس بيرجارا ).
- 1982 خوسية ماريا رودريـجيث مينديث لكتابته أشياء التنقل،( أرجوس بيرجارا ).
- 1983 سنتياجو أراوث دي روبلس لكتابته معاناة فلوريدا من كارلوس بريتو،(أرجوس بيرجارا ).
- 1984 أنطونيو بيريث إيناريس لكتابته خطوات الكـلب ،( خوكــار ).
- 1985 خوسيه لويس مونيوث لكتابته الجثة تحت الحديقة ،( خوكــار ).
- 1986 خوسيه إجناثيو جراثيا نورييجا لكتابته رحلة أسقف الحبشة إلى المقدسات المسيحية ،( خوكــار ).
- 1987 جوليا إباررا لكتابتها الأرمــلة ساسيا ،( خوكــار ).
- 1988 لويس سيبولبيدا لكتابته العجوز الذي قرأ قصص عن الحب،( خوكــار ).
- 1989 أنطونيو بيلمونتى لكتابته الأسطول الكاسح( خوكــار ).
- 1989 - Antonio Belmonte por La armada invendible, ( Júcar)
- 1990 - Martín Casariego por Qué te voy a contar, Anagrama
- 1991 - فرانثيسكو كاسابيا por El triunfo, Versal
- 1992 - Enriqueta Antolín por La gata con alas, Alfaguara
- 1993 - Belén Gopegui por La escala de los mapas, Anagrama
- 1994 - Vicente Gallego por Cuentos de un escritor sin éxito, Pretextos
- 1995 - Ismael Grasa por De Madrid al cielo, Anagrama
- 1996 - Tino Pertierra por Los seres heridos, Ediciones Nobel
- 1997 - Antonio Orejudo por Fabulosas narraciones por historias, Lengua de Trapo
- 1998 - Imma Monsó por Nunca se sabe, Tusquets
- 1999 - Fernando Palazuelos por La trastienda azul, Lengua de Trapo

### 2000-2020
- 2000 - رودريغو برونيو por Me manda Stradivarius, Debate
- 2001 - Pablo Tusset por Lo mejor que le puede pasar a un cruasán, Lengua de Trapo
- 2002 - مانويل مويانو por El amigo de Kafka (libro de relatos), Pretextos
- 2003 - José Luis Borau por Camisa de once varas (libro de relatos), Alfaguara
- 2004 - Blanca Riestra por El sueño de Borges, (editada a posteriori por Algaida)
- 2005 - Raúl Argemí por Siempre la misma música, (editada a posteriori por Algaida)
- 2006 - إستر كوهين por La cara de Marte, (editada a posteriori por Algaida)
- 2007 - ديفيد أريناس توريس por Niños de tiza, (editada a posteriori por Algaida)
- 2009 - Óscar Calavia por Las botellas del señor Klein, Lengua de Trapo
- 2010 - جون بيلباو por Bajo el influjo del cometa (libro de relatos), Salto de Página
- 2011 - Iñaki Uriarte por Diarios, 1999-2003, Pepita de Calabazas, 2010. Finalista: Óscar Esquivias con Pampanitos verdes
- 2012 - Mario Martín Gijón por Inconvenientes del turismo en Praga y otros cuentos europeos, KRK.[3] Finalista: Pablo Gutiérrez con Ensimismada correspondencia, Lengua de Trapo
- 2013 - ex aequo Marta Sanz por Daniela Astor y la caja negra, Anagrama y Sergio del Molino por La hora violeta, Mondadori. Finalista يوري هيريرا por La transmigración de los cuerpos, Periférica
- 2014 - Jeremías Gamboa por Contarlo todo, Mondadori. Finalista Selva Almada por Ladrilleros, Mar dulce

### معرض الصور للأعمال الأدبية

رواية خوناس التي فازت بالجائزة في الدورة الاولى عام 1978
غلاف رواية العيون في الليل.
غلاف رواية حديقة أوراتيس.
غلاف رواية فابيـا ونسـاء أخريـات.
غلاف رواية أشياء التنقــل.
غلاف رواية معاناة فلوريدا من كارلوس بريتو.
غلاف رواية خطوات الكلب.
غلاف رواية الجثة تحت الحديقة.
غلاف رواية رحلة أسقف الحبشة إلى المقدسات المسيحية.
غلاف رواية الأرملة ساسيا.
غلاف رواية العجوز الذي قرأ قصص الحب.
غلاف رواية الأسطول الكاسح.